# Sigurjón Þórðarson

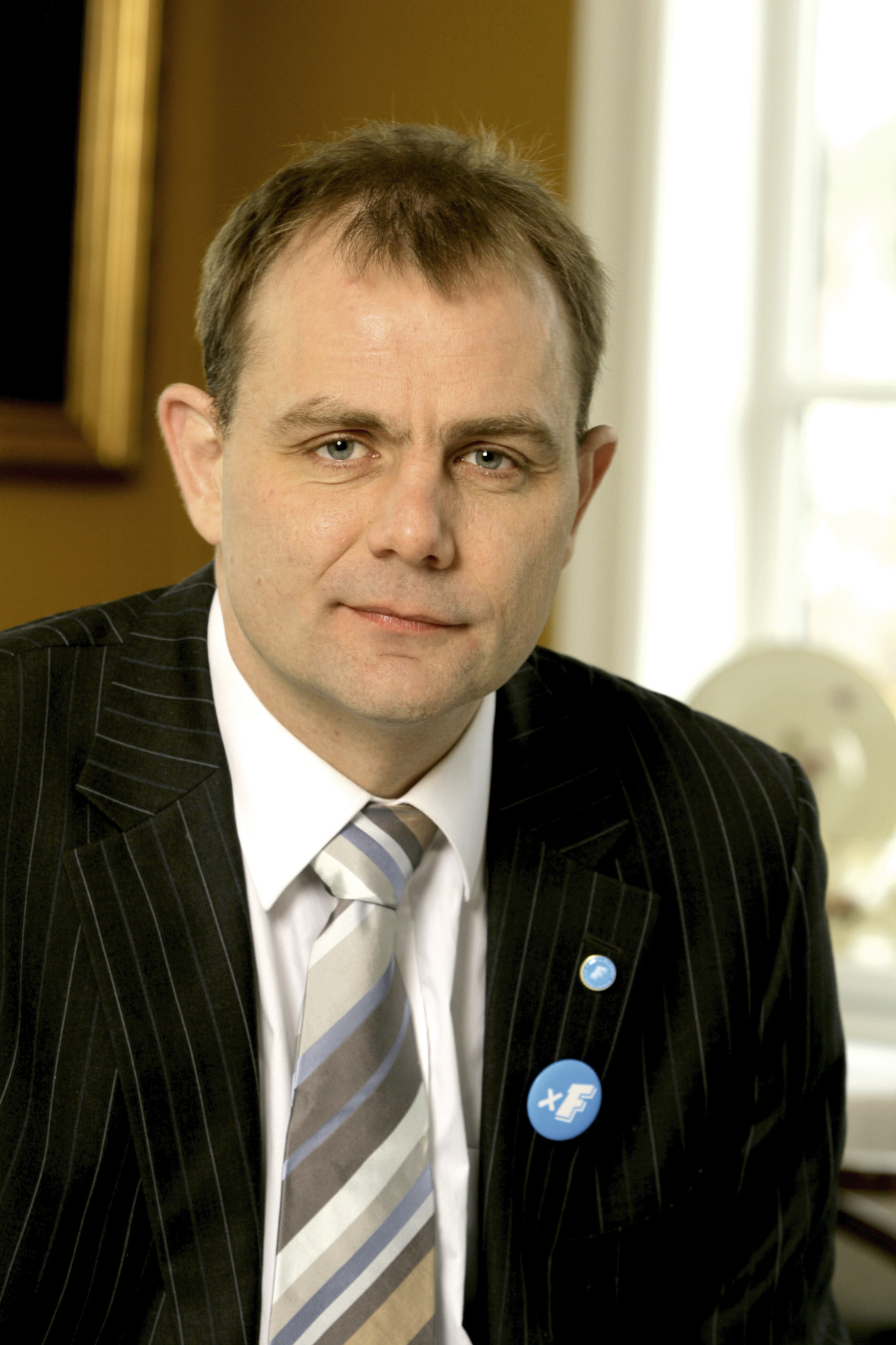
Sigurjón Þórðarson (2007)

Sigurjón Þórðarson (* 29. Juni 1964 in Reykjavík) ist ein isländischer Politiker (Flokkur fólksins). Früher gehörte er der inzwischen aufgelösten Partei Dögun an, die 2012 aus der Liberalen Partei Islands hervorging. Sigurjón war seit 2010 Vorsitzender der Liberalen Partei. Er ist seit der Wahl 2024 wieder Mitglied des isländischen Parlaments Althing, dem er bereits von 2003 bis 2007 angehörte. 

## Leben
Sigurjón Þórðarson absolvierte das Abitur 1985. Bis 1990 studierte er Biologie an der Universität Island und schloss das Studium mit einem Bachelor of Science ab. Danach studierte er an der Cranfield University Water Pollution Control Technology. Nach Abschluss des Studiums war er Lehrbeauftragter an der Universität Island und Lehrer an einer Schule.
Er gehört der neuheidnischen Religionsgemeinschaft Ásatrúarfélagið an und ist (mit Stand 2005) als Priester (sogenannter goði) für Hegranes in Nordisland zuständig. Sigurjón Þórðarson hat drei Kinder.

### Politische Karriere
Von 2003 bis 2007 war Sigurjón Þórðarson Mitglied des isländischen Parlaments Althing für den Nordwestlichen Wahlkreis und gehörte als solches ab 2005 auch der isländischen Delegation zum Westnordischen Rat an.
Seit 2010 war er Vorsitzender der Liberalen Partei Islands.
Von 2010 bis 2014 gehörte Sigurjón dem Gemeinderat von Skagafjörður an. Mit Stand 2016 gehörte er zu den Gemeinderats-Stellvertretern von Skagafjörður.
Bei der Parlamentswahl 2024 wurde er erneut ins Althing gewählt, nun für die Partei Flokkur fólksins im Nordöstlichen Wahlkreis.